# Фридлендер, Гюнтер
Гюнтер Фридлендер (ивр. גינטר פרידלנדר‎; нем. Günther Friedländer; 8 апреля 1902, Кёнигсхютте, Силезия, королевство Пруссия, Германская империя — 25 мая 1975, Иерусалим, Израиль) — израильский и немецкий фармаколог, ботаник, медхимик и предприниматель, основатель международной корпорации Teva Pharmaceutical Industries (также, известна как просто Teva).

## Биография
Гюнтер Фридлендер родился 8 апреля 1902 года в Кёнигшютте (Хожув) в Верхней Силезии Германии, в развивающемся угольно-промышленном регионе. Его родителями были Паула Кобер и Адольф Арон Фридландер, торговец обувной промышленностью.
В 1912 году семья Фридлендеров переехала из Кенигсхютте, грязного угольного района, на запад в Ратибор, где жила небольшая еврейская община.

### Развитие карьеры в Германии
В 1920 году Фридлендер был принят в Университет Фридриха Вильгельма, а потом в Школу Фармации в Бреслау, и стал членом Сионистского студенческого движения KJV (нем. Kartell Jüdischer Verbindungen). Сдав экзамены и получив первую научную степень, Фридлендер отправился в Университет Берна в Швейцарии, чтобы учиться в докторантуре у профессора Александро Чирха. В июле 1927 года Фридлендер защитил докторскую диссертацию и получил докторскую степень по философии за диссертацию на тему «Исследования процессов развития в области фармакологии и ботанической и химической фармации». Получив докторскую степень, Фридлендер вернулся в Бреслау и работал ассистентом доктора А. Ропа на фармацевтическом факультете университета и работал заведующим лабораторией, где он преподавал студентам фармацевтического факультета в течение двух последних семестров в университете. Там Фридлендер работал над исследованиями в области аналитической химии под руководством доктора А. Ропа.
«Мы стремимся помочь человеческой природе средствами, созданными природой» — Фридлендер написал в 1923 году, когда он «формировал свое видение» во время ежегодной конференции организации «Сине-белые», проходившей в Хоэнберге. На этой встрече делегаты комитета движения, в том числе Фридлендер, встретились с доктором Хаимом Вейцманом, который сказал им: «Промышленность — это основа и фундамент для развития места. В Палестине нет промышленности. Вы все должны подготовиться к потребностям Палестины, где нужны такие специалисты, как вы, в прикладной промышленности. Идите и налаживайте там промышленность».
Будучи студентом Университет Вильгельма Фридриха, Гюнтер принадлежал к сионистскому студенческому движению и принимал в нём активное участие с целью однажды иммигрировать в Эрец-Исраэль. Будучи аптекарем, в Герлице, Гюнтер Фридлендер был активным членом сионистского кружка и читал лекции о «Земле Израиля». С приходом к власти нацистов, и пережитыми унижениями, он решил, что настал момент иммигрировать в Палестину и основать там фармацевтический завод, который будет производить лекарства из лекарственных растений, растущих на её почве.

### Жизнь и деятельность в Палестине и Израиле
31 мая 1933 году, через четыре месяца после прихода к власти нацистов Фридлендер со своей первой женой Шарлоттой отплыл в Палестину, чтобы исследовать и искать место для создания своей фармацевтической промышленности. Во время своего путешествия в Палестину он решил построить компанию в Иерусалиме. 2 апреля 1934 года Фридлендер иммигрировал в Израиль. Примерно через месяц в Израиль иммигрировала его тетя и бизнес-партнерша Эльза Кобер.
В 1934 году Фридлендер стал сооснователем фабрики Teva Pharmaceutical Industries, которая специализировалась на фармакологии и медицинской химии, изготовляла лекарственные препараты. В 1959 году фармацевтический отдел «Израильской ассоциации производителей» провел опрос, в котором фармацевтические компании в Израиле были оценены по нескольким критериям. Первое место заняла компания Teva из Иерусалима. Результаты опроса показали, что на рынке востребованы продукты Teva, многие из которых были разработаны Фридлендером и его сотрудниками.
Фридлендер придерживался сионистских взглядов и поддержал независимость Государства Израиль в 1948 году.
В 1966 году доктор Фридлендер и команда завода «Тева», Еврейского университета и двух больниц сотрудничали в нескольких из этих проектов: Фенил-этилацетил-салицилат и Эритромицин Эмбонте (Erythromycin Embonte).
Сотрудничество с больницей «Тель ха-Шомер», где пациенты получали мазь лейкобитофал кордалта (L.B.C), и клинические наблюдения за реакцией пациентов проводились профессором Ципарковским и доктором Файнштейном. По инициативе профессоров Арье Достровского и Сагара были проведены обширные клинические наблюдения за пациентами, получавшими Битофел. Клинические наблюдения проводились под руководством профессора Кацнельбогена из больницы «Билинсон» и профессора Берлина из «Хадаса» Тель-Авив.
В 1967 году компания Teva, расположенная в районе Баит Веган Иерусалима, произвела 250 наименований продукции. Объём производства составил 9 миллионов израильских фунтов, объём экспорта — 1,75 миллиона израильских фунтов, а годовая выплата дивидендов акционерам составила 8 %. В то время Фридлендер и Кобер решили переместить компанию в другую подходящую промышленную зону. Власти предоставили Теве 4,25 акра земли на удобных условиях оплаты в районе горы Тамир в Иерусалиме для строительства новой компании.
В ноябре 1968 года Фридлендер продал свои акции компании Assia-Zori и вышел на пенсию. В 1964 году компании Zori и Assia объединились в единое предприятие, которое в 1968 году приобрело контрольный пакет акций компании Teva. В 1976 году Teva объединились с предприятием, сформировав компанию Teva Pharmaceutical Industries Ltd.
25 мая 1975 года Фридлендер скончался и был похоронен в Иерусалиме.

## Компания «Тева»

### Основание
Компания Teva была основана Фридлендером и его тетей Эльзой Кобер 1 мая 1935 года. Зарегистрированное название компании было «Teva Middle East Pharmaceutical & Chemical Works Co. Ltd. Иерусалим, Палестина». Компания была построена с инвестициями в размере 4900 фунтов стерлингов, часть из которых поступила от частного капитала, а частично за счет кредитов, предназначенных для немецких иммигрантов для создания предприятий. Нехватка кредитов привела к приходу банкира доктора Альфреда Фейхтвангера.
Банкир Альфред Фейхтвангер стал партнером в «Тева» с 33 %. В 1951 году Фейхтвангер инициировал выход Teva на Тель-Авивскую фондовую биржу в качестве зарегистрированной публичной акционерной компании. В трудные для экономики времена Фридлендер говорил, что фармацевтическая фабрика имеет прочный фундамент. Во время Второй мировой войны завод поставлял лекарства армиям союзников и особенно британской армии, находившейся на Ближнем Востоке. В рамках связей с британской армией фабрику посетил Алан Гордон Каннингем — Верховный комиссар от имени министра колоний и ответственный за британский мандат. Его визит наделил «Теву» особой легитимностью на фармацевтическом рынке и дал толчок её развитию. Фридлендер делал упор на заводе «Тева» на обучение и подготовку рабочих различных профессий, необходимых на заводе, а также на широкое образование и участие в различных курсах и за пределами завода. Ассоциация производителей провела опрос среди фармацевтических компаний Израиля по ряду показателей, и фабрика «Тева» в Иерусалиме заняла первое место. Результаты опроса доказали, что на рынке препараты производства «Тева» востребованы, многие из которых результат разработки доктора Фрилендера и сотрудников завода.

### Расширение и экспорт лекарств
Во время Второй мировой войны и до прекращения правления британского мандата фабрика «Тева» экспортировала продукцию в арабские страны, а также поставляла лекарства в британскую армию, дислоцированную в странах Средиземноморья. В 1941 году доктор Фридлендер инициировал презентацию препаратов завода «Тева» на выставке в Каире, проводимой центральным агентством по распространению лекарств в Египте, Судане, Сирии и Ливане. Позднее завод «Тева» экспортировал в США и в Советский Союз, а позднее, учреждения здравоохранения были основаны в Дании, Чехии, Иране и Бирме. В 1954 году завод «Тева» получил сертификат «Лучшая компания» от президента страны Ицхака Бен-Цви. В 1964 году были налажены отношения с компаниями «Синтаксис Мексика», «Шеринг Плуг» и другие.

## Семья и личная жизнь
В 1931 году Гюнтер женился на Шарлотте (Лотте) Миозем, и у них родилось двое детей. После 14 лет брака они развелись. В мае 1945 года Гюнтер повторно женился на Йоханне (Ханзи) Зингер, урождённой Коэн, и у них родилась дочь Наоми (род. 1946).
Параллельно с исследованиями в области наук о жизни Фридлендер писал рассказы и пьесы, относящиеся к происходящим вокруг него событиям, к значению жизни и о своей тоске по Палестине и Иерусалиму, например: «На земле наших отцов», «Поэма Иерусалиму», «Персефона, богиня весны» и «мечтатель Иаков».

## Память и признание

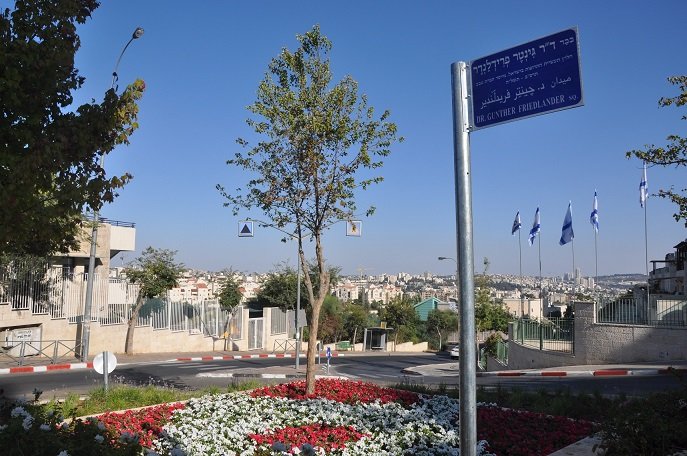
Площадь имени доктора Фридлендера, Иерусалим, Израиль.

- В 1930—1934 годах Фридлендер принимал активное участие в сионистских кругах в Герлице. С 1935 года — активный член Ассоциации немецких и центральноевропейских иммигрантов (Палестина). В 1950—1953 годах — член группы основателей и разработчиков фармацевтической школы в Иерусалиме. В пятидесятых и шестидесятых годах Гюнтер Фридлендер служил представителем фармацевтической промышленности в Ассоциации производителей[15].
- Компания Teva Pharmaceutical Industries Ltd. раз в два года вручает премию Teva Founders Award выдающимся исследователям, в том числе она была вручена Гюнтеру Фридлендеру.
- 14 сентября 2016 года в Иерусалиме на перекрестке Шахрай-Хаклаи в районе Бейт-Даган была открыта площадь, названная в честь доктора Гюнтера Фридлендера как основателя компании Teva, пионера фармацевтической индустрии в Израиле[16].